# Alucita anticoma
Alucita anticoma är en fjärilsart som beskrevs av Edward Meyrick 1929. Alucita anticoma ingår i släktet Alucita och familjen mångfliksmott, (Alucitidae). Inga underarter finns listade i Catalogue of Life.